# Hyacinthe Dobremel
Hyacinthe Augustin Dobremel est un ouvrier tisserand et homme politique français né le 6 juin 1814 à Saint-Riquier (Somme) et décédé à Villabé (Essonne) le 19 novembre 1878. 

## Éléments biographiques
Il s’agit d’un personnage méconnu, fort mal traité dans la notice biographique que lui consacre le Dictionnaire des parlementaires français de 1789 à 1889, qui fourmille d’erreurs à son encontre (mais que reprend pourtant in extenso le site actuel de l’Assemblée Nationale).
Cette méconnaissance totale du personnage peut s’expliquer par son passage éclair à l’Assemblée, puis sa disparition, qui n’ont guère laissé le temps aux biographes et journalistes contemporains de l’interroger.
Non, il n’est pas né à Elbeuf (Seine-Maritime) mais à Saint-Riquier (Somme), le 6 juin 1814, dans une famille très modeste : son père François Auguste Dobremel est un manouvrier de 29 ans, qui déclare ne pas savoir signer. Sa mère, Aimable Vitry, décède à Saint-Riquier le 13 mai 1816 alors qu’il est encore petit enfant.
Il n’a pas été tisserand au Havre, comme on l’a écrit parfois. Sans doute peu avant 1838 il s’est rendu à Rouen où, pendant une année il aurait exercé les fonctions de surveillant de collège. Lorsqu’il y épouse, le mercredi 14 novembre 1838, Marie Suzanne Courayer, il se dit préposé à l’octroi et habite 5 rue du Grand Maulevrier. Lors de la naissance d’un premier garçon, Hyacinthe Marie, le 27 octobre 1839, toujours à Rouen, mais cette fois rue Saint-Sever, il se déclare cordonnier. Il quitte par la suite cet emploi et vient se fixer à Elbeuf, « où il fut d’abord surveillant de l’institution de M. Lebeurrier ». Lorsqu’il y présente en mairie un fils prénommé Théodore Pierre Auguste, né le 11 janvier 1841, il se dit « professeur » et habite 72 rue des Trois-Cornets. Mais quelques mois plus tard, lors du recensement de la population de la même année, il se déclare tisserand. 
Il faut rappeler qu’Elbeuf était alors le plus important centre de fabrication de drap de laine cardée de France et connaissait un très fort développement du fait de l’introduction du métier Jacquard et de la production d’étoffes dites « nouveautés » aux motifs très variés. Selon l’historien elbeuvien H. Saint-Denis, il occupait cet emploi depuis huit années (donc depuis 1840 environ) lorsqu’il fut élu « à la satisfaction de ses patrons ». En 1848, la liste électorale mentionne qu’il demeure à présent rue de la Justice et est désormais « dessinateur », ce qui démontre de très grandes capacités d’adaptation.
Dire que c’était « un ancien professeur » est sans doute exagéré (il ne possédait apparemment aucun diplôme), mais il s’agissait assurément d’un être quelque peu hybride, intelligent et cultivé, sans doute autodidacte, mi-intellectuel mi-ouvrier. 
Les événements révolutionnaires l’avaient fait réagir publiquement. Dès le 29 février 1848, à l’Assemblée municipale d’Elbeuf on avait lu une lettre signé de lui « contenant des considérations sur l’utilité d’admettre un plus grand nombre de travailleurs dans l’administration, sur la nécessité de guider leur intelligence de diriger leurs sentiments, naturellement bons, et d’empêcher ainsi l’influence des maximes exagérées et de doctrines démagogiques. »Il s’agit donc d’un modéré, que les événements incitent à s’engager en politique. 
Le Comité départemental  républicain, à la recherche de candidats « ouvriers », a dû le repérer. « La facilité de parole qu’on lui avait reconnu dans les clubs et son intelligence l’avaient fait désigner pour la candidature ». Il était estimé et s’était fait en tout cas suffisamment connaître localement –sa réputation ayant même déjà dépassé sans doute le cadre elbeuvien – pour que sa candidature soit patronnée « par sept comités centraux de Rouen ou du département sur les huit existants. »
La circulaire qu’il adresse aux électeurs du département révèle quelques aspects de sa pensée et de son style oratoire. Au « spectacle sublime » de la Révolution écrit-il, « les peuples ont applaudi et les rois ont tremblé ». Mais qu’ils « ne puissent pas dire : Qu’ont-ils fait de leur liberté ? Pour éviter ce malheur, il faut, citoyens, nous mêler tous ensemble, nous appuyer l’un sur l’autre, nous unir, et après avoir excité l’admiration par notre courage, nous faire admirer encore par notre fraternité ! » Il poursuit ce discours rassembleur par des considérations républicaines autour des concepts de liberté, égalité, fraternité.

## Une éphémère carrière d’élu
Aux élections législatives du 23 avril 1848, les électeurs du département devaient désigner 19 représentants. Six Elbeuviens se présentèrent ; trois furent élus : deux patrons Victor Grandin (qui avait obtenu 130 004 voix) et Camille Randoing (100 604 voix) et un ouvrier Hyacinthe Dobremel (qui était arrivé en 12ème position avec 121 305 voix). On imagine sa fierté et l’ascension sociale que cela représentait pour lui. Les trois hommes quittèrent ensemble la ville pour assister à la séance d’ouverture de l’Assemblée Nationale.
Dobremel siège donc à l’Assemblée nationale constituante du 23 avril 1848 au 25 mai 1848 en tant que représentant du département de Seine-Inférieure.
Il semble avoir voulu s’impliquer d’emblée dans le fonctionnement de l’Assemblée : il est nommé commissaire du 17e bureau et fait partie du « Comité des travailleurs » de l’Assemblée. Composé de 60 membres, ce comité, qui incluait les 36 commissaires des 18 bureaux de l’Assemblée, comprenait en réalité des travailleurs, des patrons, des avocats…En compagnie d’autres députés de la Seine-Inférieure, il reçoit le 16 mai 1848 une députation de la Garde nationale de Rouen dans la salle des Pas Perdus de l’Assemblée.Mais il eut à peine le temps de siéger.
Son nom ayant été publié dans tous les journaux de province à l’occasion du résultat des élections, Hyacinthe Dobromel semble avoir été en effet rattrapé par son passé. Il est attaqué apparemment par une campagne de presse concernant des « malheurs judiciaires » anciens, évoqués à mots couverts et dont il est difficile de percevoir la nature (s’agirait-il d’une erreur de jeunesse ? D’affaires de mœurs ? En fait, les journaux ne précisent pas grand-chose, ainsi qu’en témoigne cet article assez sibyllin : « Les faits qui nous avaient été révélés et que nous n’avions pas cru devoir divulguer seraient-ils donc vrais ? M. Dobremel représentant élu par le département de la Seine-Inférieure serait-il le même que le Dobromel, né à Saint-Riquier (Somme) ? » Le Journal de Rouen affirme quant à lui : « M. Dobremel a donné hier sa démission de représentant du Peuple. Nous ignorons quel est le motif de cette démission. » Et malheureusement la presse elbeuvienne de 1848 n’a pas été conservée. Le grand historien local Henri Saint-Denis – qui composa sa monumentale Histoire d’Elbeuf en 12 volumes cinquante années plus tard – ne donne pas non plus d’explications.
En tout cas, parce qu’il ne pouvait se justifier ou parce que son honneur était atteint, H. Dobromel préféra se retirer. Le président de l’Assemblée annonce le 25 mai 1848 qu’il a reçu une lettre de démission de sa part. Il abandonne alors définitivement la vie politique et semble avoir également quitté Elbeuf : alors qu’il figure bien sur la liste électorale datée du 20 avril 1848, son nom est rayé sur la nouvelle liste achevée le 6 décembre 1848, avec la mention « parti d’Elbeuf en avril dernier » (sans doute plus exactement en mai, à moins qu’il n’ait déménagé vers Paris dès son élection). Il disparaît ensuite et l’on perd sa trace. Le réseau internet permet de retrouver son décès, survenu en son domicile de Villabé (actuel département de l’Essonne), le 19 novembre 1878 à l’âge déclaré de 65 ans (en réalité 64 ans révolus). Il était alors « teneur de livres », c’est-à-dire employé aux écritures, vraisemblablement dans l’une des  manufactures installées le long de l’Essonne (dont la grande papeterie Darblay).

## Sources
- Alain Becchia, La draperie d’Elbeuf des origines à 1870, Mont-Saint-Aignan, Publications de l’Université de Rouen, 2000.
- Henri Saint-Denis, Histoire d’Elbeuf, t. X (de 1846 à 1865), Elbeuf, Impr. Saint-Denis, 1903.
- « Hyacinthe Dobremel », dans Adolphe Robert et Gaston Cougny, Dictionnaire des parlementaires français, Edgar Bourloton, 1889-1891 [détail de l’édition]